# Jacqueline Thompson
Jacqueline Thompson es una deportista zimbabuense que compitió en atletismo adaptado y natación adaptada. Ganó dos medallas en los Juegos Paralímpicos de Tel Aviv 1968.

## Palmarés internacional
| Representando a Rodesia del Sur |                   |                |        |
| Juegos Paralímpicos             |                   |                |        |
| Año                             | Lugar             | Medalla        | Prueba |
| 1968                            | Tel Aviv (Israel) | Medalla de oro | Peso B |

| Representando a Rodesia del Sur |                   |                   |                                 |
| Juegos Paralímpicos             |                   |                   |                                 |
| Año                             | Lugar             | Medalla           | Prueba                          |
| 1968                            | Tel Aviv (Israel) | Medalla de plata  | 50 m libre incompleta clase 3   |
| 1968                            | Tel Aviv (Israel) | Medalla de bronce | 50 m espalda incompleta clase 3 |